# ARC Pijao
L'ARC Pijao (pennant number : S-28) est un sous-marin colombien des années 1970, l’un des deux sous-marins allemands de type 209/1200 achetés par la Colombie. Il a été lancé le 10 avril 1974 au chantier naval Howaldtswerke-Deutsche Werft à Kiel et mis en service dans la Marine nationale colombienne le 18 avril 1975. Le navire, réparé et modernisé à plusieurs reprises, est toujours en service actif en 2017.

## Conception
L’ARC Pijao est l’un des dizaines de navires du Type 209, conçu au bureau d'études Ingenieurkontor Lübeck, construits en Allemagne pour l’exportation. Il appartient à la deuxième série de navires (projet désigné IK 68), au déplacement approximatif du type 209/1200, allongé de 1,6 m par rapport aux premiers navires.
Le Pijao est un sous-marin côtier à double coque de taille moyenne. Sa longueur totale est de 55,9 mètres, sa largeur de 6,3 mètres et son tirant d'eau de 5,5 mètres,. La hauteur, du bas de la quille au sommet du kiosque, est de 11,3 mètres et le diamètre de la coque rigide en acier amagnétique HY-80 est de 6,2 mètres. Le déplacement est de 1140 tonnes en surface, et de 1248 tonnes sous l’eau.
Le navire est propulsé, en surface comme en immersion, par un moteur électrique à courant alternatif Siemens d’une puissance de 5000 ch à 200 tours par minute alimenté par des batteries elles-mêmes rechargées par des générateurs AEG actionnés par quatre moteurs diesel MTU 12V 493 à quatre temps et 12 cylindres. Le système de propulsion à arbre unique permet d’atteindre une vitesse de 11,5 nœuds en surface, 12 nœuds au schnorchel et 22 nœuds en immersion. Le rayon d'action est de 6000 milles marins à une vitesse de 8 nœuds au schnorchel et de 400 milles à une vitesse de 4 nœuds en immersion. Le gouvernail cruciforme est situé devant l’hélice à cinq pales. Les réservoirs de carburant contiennent 85 tonnes de gazole et l’électricité est stockée dans quatre batteries de 120 cellules, d’une capacité de 11 500 Ah et d’un poids de 257 tonnes. La profondeur d’immersion autorisée est de 250 mètres, et l’autonomie est de 30 jours.
Le navire est équipé de huit tubes lance-torpilles d’étrave de calibre 533 mm, avec un approvisionnement total de 14 torpilles,. L’équipement radioélectronique comprend un radar de navigation, un téléphone sous-marin UT-Anlage, un système de conduite de tir H.S.A.M-8, un sonar actif SRS M-1 H Atlas, un sonar passif AN 5039A1 (GES). De plus, le navire dispose de deux périscopes, de deux radeaux de sauvetage, d’un ponton, d’une ancre et d’une boucle de démagnétisation MES.
L’équipage du navire était initialement composé de 31 hommes : cinq officiers et 26 sous-officiers et marins,. Après la modernisation de 2010-2013, il se compose de 34 hommes dont sept officiers.

## Engagements
Le navire a été commandé par le gouvernement colombien en 1971 et construit au chantier naval Howaldtswerke-Deutsche Werft à Kiel (numéro de chantier 61),. La quille du navire a été posée le 1er avril 1972, il a été lancé le 10 avril 1974,, et le 19 juin de la même année a eu lieu un baptême solennel, au cours duquel il a reçu le nom de Pijao. Il a été mis en service dans la marine colombienne le 18 avril 1975.
De novembre 1990 à mai 1991, le navire a été réparé au chantier naval HDW. Les batteries ont été remplacées. Une autre révision plus longue a eu lieu entre 1999 et 2002, cette fois au chantier naval national COTECMAR à Carthagène. Le sonar a été remplacé par un bloc d’alimentation de type CSU 2-2 83-55). En décembre 2008, la Colombie a commandé un lot de matériel au chantier naval HDW et a demandé un soutien technique pour la modernisation du navire au chantier naval COTECMAR. L’accord a été signé le 14 janvier 2009 et la modernisation du navire a commencé à la mi-2010. Elle comprenait l’installation de nouveaux moteurs et batteries de propulsion, le remplacement du système de conduite de tir par un ISUS 90-III et celui du système de reconnaissance électronique par un UME-100,, ainsi que l’adaptation des tubes à de nouvelles torpilles lourdes et la réparation des périscopes. Le navire a repris du service en 2013.

## Service
L’ARC Pijao a participé du 2 janvier au 13 mars 2021 à l’opération DESI (acronyme de l’anglais Diesel Electric Submarine Initiative) qui a été menée entre la Colombie, le Pérou et les États-Unis, dans les eaux territoriales de ce dernier pays. L’opération DESI est un exercice entre les États-Unis et les pays d’Amérique du Sud avec des sous-marins d'attaque conventionnels, ce qui permet de maintenir un niveau élevé de coopération entre les différentes marines. La Colombie participe à cette opération depuis 2004. L’édition 2021 était donc la onzième à laquelle participait ce pays. Cette opération a été menée près du port de Jacksonville (Floride). L’ARC Pijao et ses 40 hommes d’équipage ont participé à 17 exercices en 71 jours. Ces entraînements menés selon les normes de l’Organisation du traité de l'Atlantique nord (OTAN) augmentent le degré d’interopérabilité des marines de la région, en particulier dans la lutte anti-sous-marine. Pour la marine colombienne, l’opération DESI permet de maintenir ses sous-marins à jour de la doctrine et des progrès tactiques dans la conduite des opérations navales, dans un cadre d’un haut niveau de complexité, avec des porte-avions, des escadrilles d’hélicoptères et des avions de patrouille maritime. Ces exercices permettent de contribuer à la sécurité des lignes de communication maritimes, ainsi que de contrer de manière efficace les menaces possibles contre la sécurité des nations de la région,
Dans le cadre de l'accord de coopération internationale entre la Marine colombienne et l’US Navy, le contre-amiral Donald Gabrielson, commandant de la Quatrième flotte des États-Unis, a effectué une visite en Colombie en avril 2021, accompagné d'autres autorités militaires et civiles de la mission navale des États-Unis. Cette visite avait pour but de renforcer les liens d'amitié entre les deux pays, et leur coopération contre les facteurs d'instabilité présents dans la région des Caraïbes. La délégation étrangère a pu effectuer une visite des installations de la Force navale colombienne des Caraïbes, incluant des unités de surface (la frégate lance-missiles ARC Independiente et le patrouilleur ARC 20 de Julio) et le sous-marin ARC Pijao.